# أكرم زهيري
أكرم زهيرى (24 فبراير 1963 - 8 يونيو 2004) هو ناشط سياسي ومهندس مصري، ينتمي لجامعة الإخوان المسلمين بمدينة الإسكندرية.

## حياته ونشأته
أكرم عبد العزيز بدوي أبو العينين زهيرى ولد في 24 فبراير 1963 بمدينة الإسكندرية، تخرج من كلية الهندسة جامعة الأسكندرية، كان والده أستاذ جامعي، معلماً للغة العربية إلا أن طموحة لم ينقطع يوماً في أن يُدرس في الجامعة، وتحقق للرجل ما أراد بعد أن حصل علي الدكتوراه وهو في العقد السادس من عمره واعتلي منصة التدريس بجامعة الجزائر قبل رحيله بسنوات، كان أكرم متزوجا، ولدية ثلاثة أولاد: دعاء ومحمد وهدى.

## مسيرته
أشرف أكرم منذ تخرجه علي العديد من المشاريع الهندسية الناجحة أبرزها مبني نقابة المهندسين بشارع بورسعيد، كان أول من أنشئ لجنة التعليم الهندسي المستمر بنقابة المهندسين بالإسكندرية لتكون بمثابة الضمانة الحقيقية لتواصل المهندسين بعد تخرجهم مع آخر ما وصل إليه عالم البناء والتعمير.

### الإخوان المسلمين
تعرف أكرم في الناصرية الثانوية علي الأستاذ محمد عبد المنعم حسن والذي مثل لأكرم لوناً جديداً من الدعاة، فأخذ يتردد علي دروسه بمسجد الروضة بمنطقة بحري ويستمع إلي خطبه..
- تعرف أكرم علي دعوة الإخوان المسلمين منذ حداثته حيث توجه إلي «مسجد السلام باستانلي» والذي كان يعتلي منبره الشيخ محمود عيد.. ويذكر أكرم اليوم الذي قبض فيه علي الشيخ عام 1981 في أحداث سبتمبر وقد كان يومها شاهد عيان لما تم.

### الجماعة الإسلامية
- أراد أكرم تفريغ طاقته الاجتماعية فقرر أن يرشح نفسه في انتخابات الفرقة الإعدادية بكلية الهندسة وكان حتى هذه اللحظة لم تنتظمه صفوف الإخوان، وفي يوم الانتخابات وأثناء الفرز لفت نظره جلوس شابين علي أطراف اللجنة فذهب إليهما يتحدث عن الانتخابات والفرز ويقتل لحظات الانتظار الشديدة.. فلما عرفهما بنفسه اكتشف أنهما يعرفانه - وكان قد اجتهد في التعريف بنفسه لدي الأصدقاء والزملاء في فترة الدعاية -.. وكان الشابين هما عمرو عزام وأحمد النحاس. وقد حفظ أكرم اسميهما من لافتات كثيرة تخص الجماعة الإسلامية زينت جدران كلية الهندسة. وقد مهد له الشابين بأن نتيجة الانتخابات لن تأتي لصالحة.. إلا أن كل ذلك لم يكن يساوي عنده شيئاً أمام هذا الباب الذي فتحه له هذا التعارف ليكون فرداً من شباب الجماعة الإسلامية. وما لبثت الأيام تمر حتي وثق فيه الإخوان ليكون بعد ذلك رئيساً لاتحاد كلية الهندسة ورئيساً لاتحاد الجامعة عام 1984.[4]

## حبسه
- قبيل فجر الأحد السابع عشر من مايو عام 2004 قُبض عليه ضمن 58 من أعضاء جماعة الإخوان المسلمين، وأودع بسجن مزرعة طرة.[5]

## وفاته
- توفي بمستشفي القصر العيني يوم الإثنين الثامن من يونيو عام 2004، نتيجة تضاعف بالسكر الشديد، ونقص العلاج والدواء، وقيل يرجح نتيجة التعذاب داخل الحبس.[6][7]